# 石田司
石田 司（いしだ つかさ、1994年8月2日 - ）は、茨城県神栖市出身の元プロサッカー選手。ポジションはMF。

## 来歴
2015年3月18日、ジョイフル本田つくばFCの退団およびタイ・リージョナルリーグ・ディヴィジョン2（3部相当）のラーチャプルク・ムアンノン・ユナイテッドFCへの移籍が発表された。
2017年にドイツ6部のFCポンメルン・シュトラールズントに加入。しかし2018年にクラブが消滅したため、1.FCノイブランデンブルク04に移籍。
2018年7月30日、自身のブログ上でプロ選手引退を発表し、仕事をしながら地元の全神栖SCでプレーすることを発表した。